# Ziarnołusk maskowy
Ziarnołusk maskowy (Saltator cinctus) – gatunek średniej wielkości ptaka z rodziny tanagrowatych (Thraupidae), występujący w zachodniej części Ameryki Południowej, na zboczach Andów w Ekwadorze, Peru i Kolumbii. W Czerwonej księdze gatunków zagrożonych IUCN klasyfikowany jest jako gatunek najmniejszej troski (LC, Least Concern).

## Systematyka
Pierwszego naukowego opisu gatunku – na podstawie holotypu, pochodzącego z Cutucu w pobliżu Macas w Ekwadorze – dokonał amerykański przyrodnik John Todd Zimmer w 1943 roku, nadając mu nazwę Saltator cinctus. Obecne badania wykazują, że ziarnołusk maskowy jest członkiem kladu, zawierającego oprócz niego także ziarnołuska kapturowego, białogardłego i okopconego. Obecnie nie wyróżnia się podgatunków; ptaki z Kolumbii nieco się różnią kolorem upierzenia i dzioba od reszty populacji i być może reprezentują odrębny podgatunek, ale wymaga to dalszych badań.

## Morfologia
Średniej wielkości ptak o dużym, grubym, silnym i zaokrąglonym dziobie. Populacja kolumbijska ma dziób całkowicie czerwony, a ekwadorska górną szczękę całkowicie czerwoną, a żuchwę z czarnymi przebarwieniami u jej nasady. Obie płcie są wybarwione tak samo. Czoło, szczyt głowy, potylica, kark i grzbiet w kolorze szarego łupka. Kantarek, podbródek, gardło, policzki i skronie czarne. Na szyi wąski biały pasek zwężający się za pokrywami usznymi. Poniżej szersza czarna obroża, dochodząca do nasady skrzydeł. Dolna część piersi i brzuch białe, boki białawe z drobnymi szarymi paskami. Skrzydła czarne z łupkowymi obrzeżami lotek. Nogi łupkowe. Tęczówki pomarańczowe lub złote. Młodociane są ciemniejsze niż dorosłe, mają bladożółte dzioby. Długość ciała 21,5 cm, masa ciała 43–53 g.

## Zasięg występowania
Ziarnołusk maskowy występuje na niewielkim obszarze środkowej Kolumbii po obu stronach Andów, w sąsiadujących ze sobą departamentach, w południowej części Antioquia, Caldas, Quindío, Tolima i północnej części Valle del Cauca. W Ekwadorze i Peru na rozproszonych stanowiskach. W Ekwadorze w zachodnich częściach prowincji Morona Santiago i Napo, w Zamora-Chinchipe i na południu prowincji Loja. W Peru w regionach Cajamarca, Huánuco, San Martín i we wschodniej części regionu Piura. Prawdopodobnie jest gatunkiem osiadłym, jednak podejrzewa się, że w przypadku braku odpowiedniego pożywienia może się czasowo przemieszczać.

## Ekologia
Jego głównym habitatem są subtropikalne lasy górskie, w Kolumbii o średniej wysokości drzewostanu około 15 m. W Kolumbii występuje na wysokościach 2500–3080 m n.p.m., w Ekwadorze 2000–2700 m n.p.m., a w Peru 1700–3000 m n.p.m. Żeruje głównie w koronach drzew. Stwierdzono spożywanie owoców m.in. drzew z rodzaju Podocarpus i winorośli. Spotykany jest w stadach z ptakami z rodzaju Conirostrum i rodziny tęgosterowatych.
Niewiele wiadomo o rozrodzie tego gatunku. W Kolumbii pod koniec kwietnia obserwowano zachowania lęgowe oraz młodocianego osobnika, którym opiekował się ptak dorosły. Obserwacje zachowania ptaków sugerują, że gniazdo może znajdować się dość nisko wśród gęstej roślinności. Opisano jedno jajo zniesione przez samicę, schwytaną pod koniec lutego w Kolumbii – było niebieskie z ciemnobrązowymi plamami na szerszym końcu.

## Status i ochrona
W Czerwonej księdze gatunków zagrożonych IUCN ziarnołusk maskowy jest klasyfikowany jako gatunek najmniejszej troski (LC, Least Concern) od 2020 roku. Wcześniej, od 2004 roku był klasyfikowany jako gatunek bliski zagrożenia (NT, Near Threatened). Liczebność populacji szacuje się na około 30 000 dorosłych osobników; ptak ten opisywany jest jako rzadki i rozmieszczony punktowo. Zasięg jego występowania według szacunków organizacji BirdLife International obejmuje tylko około 754 tys. km². BirdLife International wymienia 18 ostoi ptaków IBA, w których ten gatunek występuje, 7 w Kolumbii, 5 w Peru i 6 w Ekwadorze.